# Crithe algoensis
Crithe algoensis is een slakkensoort uit de familie van de Cystiscidae. De wetenschappelijke naam van de soort is voor het eerst geldig gepubliceerd in 1901 door E. A. Smith.